# Filter in turn

Značka Filter in turn je podobná značce Dej přednost v jízdě ve Spojeném království, ale místo toho obsahuje text 'FILTER IN TURN'.

Filter in turn, v překladu „střídavý průjezd“, je druh dopravní křižovatky vyskytující se na Normanských ostrovech. Na takovýchto křižovatkách musí řidiči projíždět střídavě po jednom z každého směru. Toto pravidlo je obdobné střídavému řazení v Česku, známé také jako pravidlo zipu, které platí v případě snížení počtu jízdních pruhů, zatímco filter in turn platí v křižovatkách, nejčastěji na kruhových objezdech.
Křižovatky s tímto značením mají na ostrově mírně odlišné tvary. Kvůli změně značení na Jersey nyní oba ostrovy používají stejnou dopravní značku.

## Jersey
V Jersey je pět křižovatek s filter in turn.

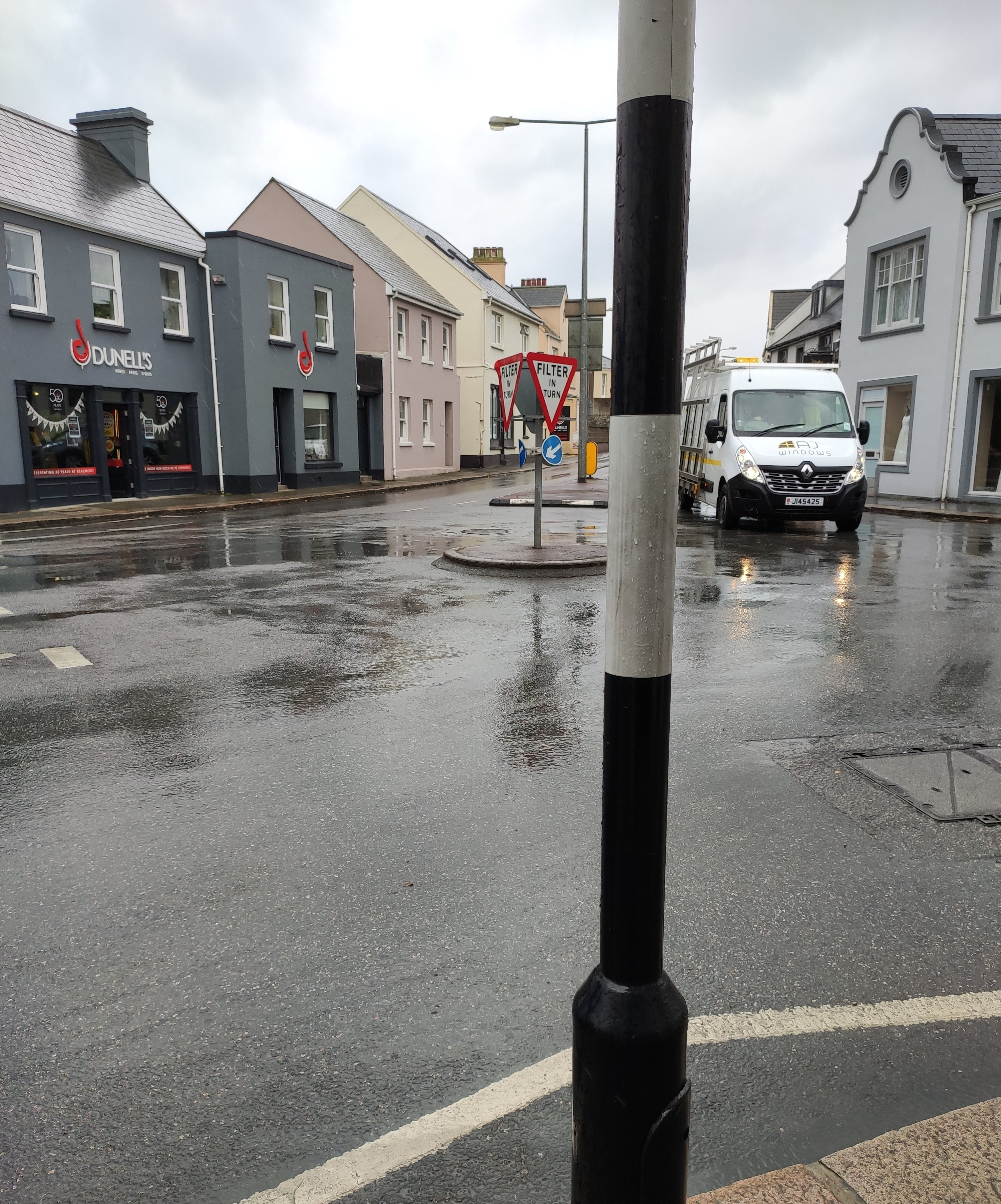
Filter in turn v Beaumont, JerseyJedná se o okružní křižovatku, na které platí pravidlo střídavého průjezdu

## Guernsey
Na Guernsey jsou křižovatky s filter in turn častější než na Jersey a používají se v různých situacích na silnici. Je to proto, že (na rozdíl od Jersey) Guernsey nemá žádný systém kategorizace silnic a rychlost dopravy bývá nižší, takže silnice jsou častěji rovnocenné. Na rozdíl od Jersey je na vozovce navíc uveden nápis „FILTER“.